# Żupania pożedzko-slawońska
Żupania pożedzko-slawońska (chorw. Požeško-slavonska županija) – komitat w Chorwacji, w środkowej Slawonii, ze stolicą w Požedze. W 2011 roku liczył 78 034 mieszkańców.

## Podział administracyjny
Żupania pożedzko-slawońska jest podzielona na następujące jednostki administracyjne:
- miasto Požega
- miasto Kutjevo
- miasto Lipik
- miasto Pakrac
- miasto Pleternica
- gmina Brestovac
- gmina Čaglin
- gmina Jakšić
- gmina Kaptol
- gmina Velika